# Apropósito

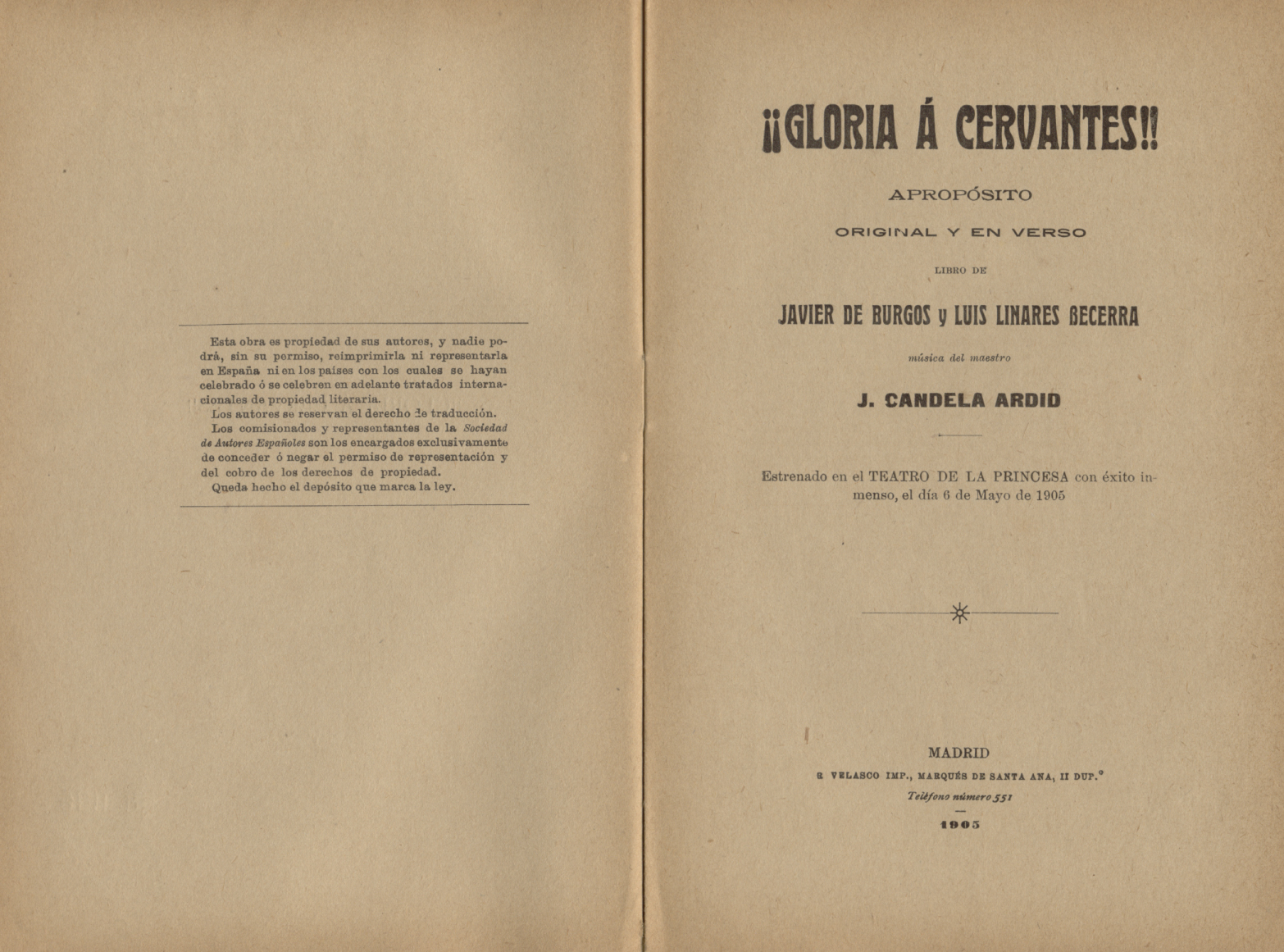
Portada del libreto de ¡Gloria a Cervantes! apropósito en verso obra de Javier de Burgos y Larragoiti y Luis Linares Becerra, estrenado en el Teatro de la Princesa el 6 de mayo de 1905.

Apropósito es una pieza de la dramaturgia de corta duración, dedicada o escrita 'a propósito' de un tema concreto, circunstancia o evento. Fue habitual en el teatro español del siglo XIX y parte del XX, estando asociada en muchas ocasiones al género chico, el sainete y el teatro de variedades. El Diccionario del teatro de Gómez García cita como ejemplo el apropósito en verso de Javier de Burgos y Larragoiti y Luis Linares Becerra, titulado ¡Gloria a Cervantes!, al que puso música Joaquín Candela Ardid.